# Село санатория Глуховского

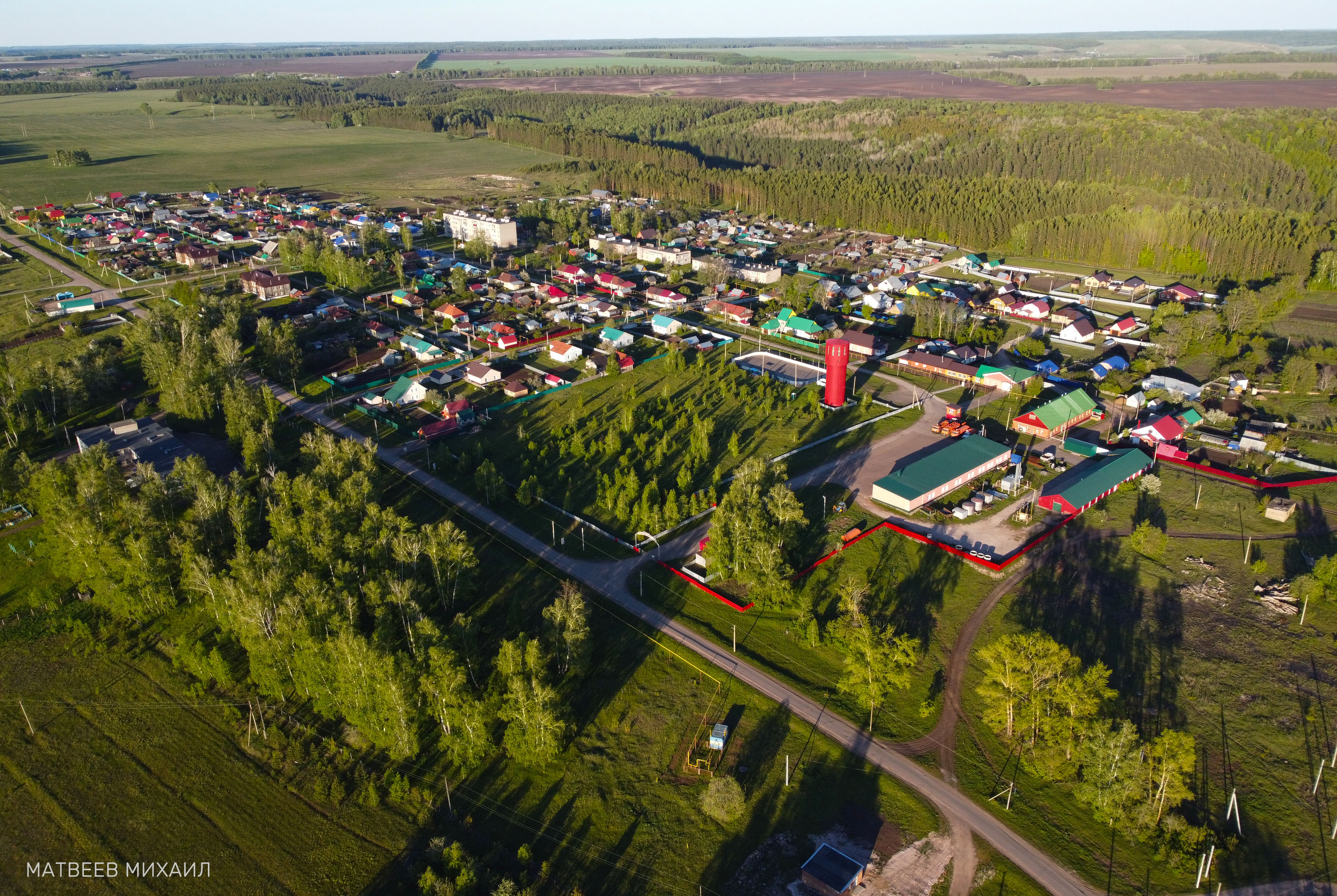
Село санатория Глуховского

Глуховского (баш. Глуховской санаторийы) — село санатория в Белебеевском районе Башкортостана. Входит в Максим-Горьковский сельсовет.
С 2005 современный статус.

## География
Расстояние до:
- районного центра (Белебей): 26 км
- центра сельсовета (Центральной усадьбы племзавода им. Максима Горького): 2 км,
- ближайшей ж/д. станции (Глуховская): 5 км.

## История
Статус село, сельского населённого пункта, посёлок получил согласно Закону Республики Башкортостан от 20 июля 2005 года N 211-з «О внесении изменений в административно-территориальное устройство Республики Башкортостан в связи с образованием, объединением, упразднением и изменением статуса населенных пунктов, переносом административных центров», ст.1:

5. Изменить статус следующих населенных пунктов, установив тип поселения - село:
6) в Белебеевском районе:

б) поселка санатория Глуховского Максим-Горьковского сельсовета 

## Население
| 2002 | 2009 | 2010 |
| ---- | ---- | ---- |
| 634  | ↗651 | ↗657 |

Национальный состав

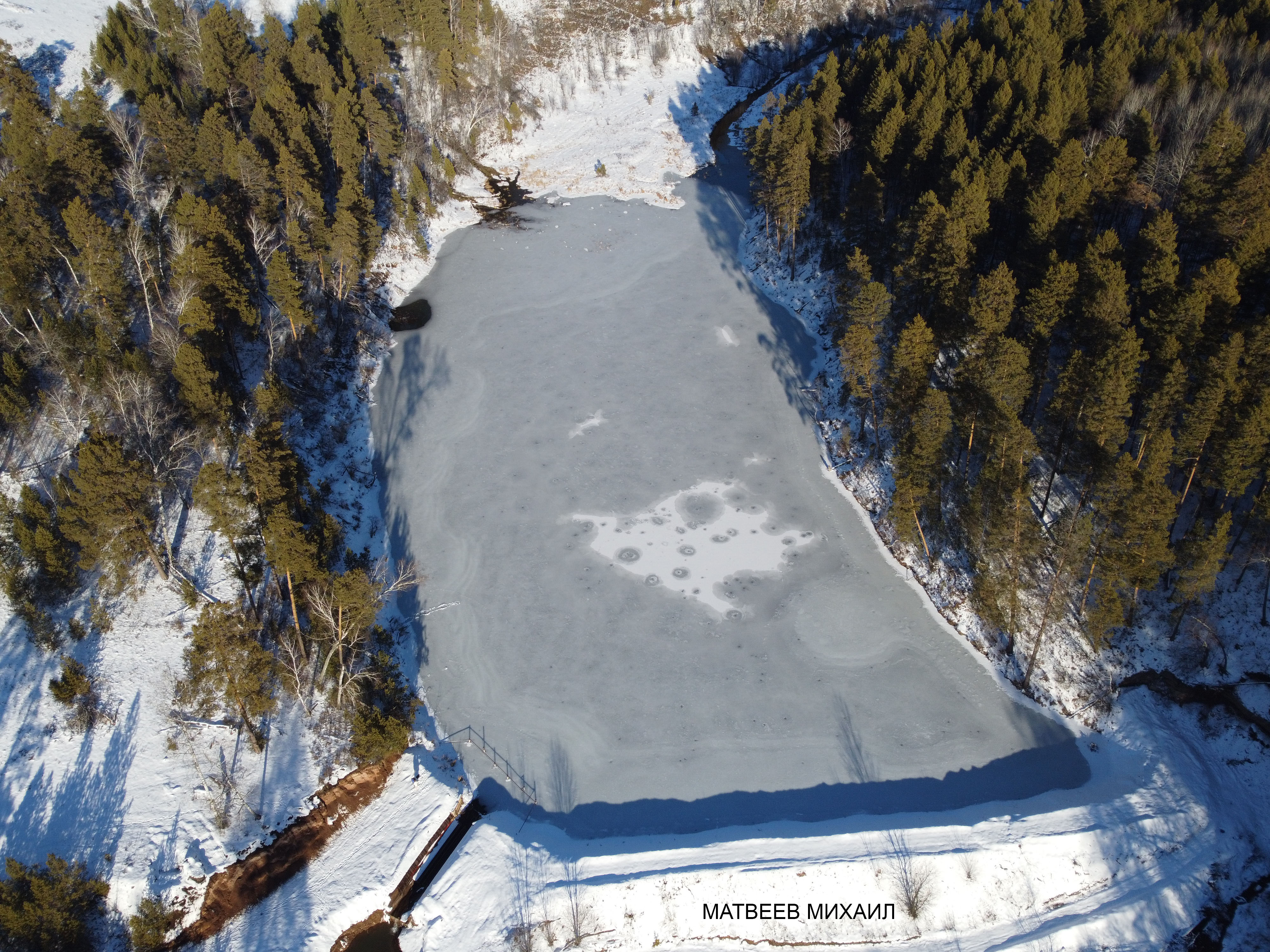
Пруд Санатория

Согласно переписи 2002 года, преобладающая национальность — русские (61 %).